# Church Point, Louisiana
Church Point (franska: Pointe-à-l'Église) är en kommun (town) i Acadia Parish i Louisiana. Vid 2010 års folkräkning hade Church Point 4 560 invånare.